# Mateu Alemany
Mateu Alemany Font (Andrach, Baleares, 28 de julio de 1963) es un ejecutivo español. Es expresidente del Real Mallorca, club que presidió en dos etapas, entre los años 2000 y 2005. Accedió por segunda vez a la presidencia del club el 15 de enero de 2009. Fue director general del Valencia CF durante más de dos años, llegando al cargo en 2017 y siendo cesado en noviembre de 2019. También fue director de fútbol del FC Barcelona desde marzo de 2021 hasta septiembre de 2023. 

## Trayectoria profesional
En 1990, el presidente del Mallorca, Miquel Contestí, le ofreció el puesto de adjunto a la gerencia del club. Desde entonces, el camino de Alemany fue meteórico durante los 10 años siguientes. Llegó a gerente del club de la mano de Miquel Dalmau, y vivió cambios institucionales de importancia, como la llegada de Bartolomé Beltrán a la presidencia o la compra del club por parte del Grupo Zeta y de su presidente, el fallecido Antonio Asensio. 
Florentino Pérez ganó las elecciones a la presidencia del Real Madrid en 2000, y entonces ofertó a Mateu Alemany el puesto de director general del club, que finalmente rechazó. Para evitar el adiós de Alemany, el presidente del Real Mallorca en aquella época, Guillem Reynés, le dio la presidencia del club. Como presidente, Mateu Alemany consiguió el mayor logro del equipo a nivel deportivo, la victoria en Copa del Rey en 2003, en el estadio Martínez Valero de Elche contra el Recreativo de Huelva. La estrella del equipo era el camerunés Samuel Eto'o. En 2005, abandonó la presidencia del club tras un agónico año en que sólo pudo salvar del descenso al Mallorca el regreso del argentino Héctor Cúper.
En 2007, lideró una candidatura fallida a la presidencia de la RFEF.
Desde el 27 de marzo de 2017 hasta el año 2019 fue director general del Valencia CF. El 7 de noviembre de 2019 fue destituido de su cargo, provocando una fuerte polémica entre los seguidores del club.
El 26 de marzo de 2021, toma posesión del cargo de director de fútbol del FC Barcelona bajo la presidencia de Joan Laporta.
El 2 de mayo de 2023, anuncia su marcha del FC Barcelona a final de temporada para fichar por el Aston Villa de la liga inglesa.
El 17 de mayo de 2023 accede a mantenerse en el cargo que ocupaba en el Barcelona tras no llegar a un acuerdo con el equipo inglés.
El 2 de septiembre de 2023 anuncia su marcha definitiva del FC Barcelona.